# Lågskotska
Lågskotska, eller scots, (Lallans, Lowland Scots) är ett västgermanskt språk talat i Skottland och i Ulster. Det går tillbaka till den nordengelska dialekten northumbriska och har påverkats av både lokala keltiska språk (främst skotsk gaeliska) och fornnordiska.
Lågskotska är ett sedan 1992 erkänt minoritetsspråk i Skottland och talas idag av drygt 1,5 miljoner invånare, de flesta i de skotska lågländerna. Det talas av långt fler i olika grad av blandning med (skotsk) engelska.

## Utbredning och indelning
Lågskotskan är främst utbredd i Skottlands lågländer, längst i nordöst samt i delar av Ulster på nordligaste Irland. Ulster omfattar alla sex grevskapen i Nordirland och tre grevskap i Irländska republiken (Cavan, Donegal och Monaghan), och Ulster Scots-dialekten talas på båda sidorna av gränsen (till exempel i County Donegal i republiken).

### Dialekter[4]
- Nordliga (Doric) - Caithness, Aberdeen, Dundee, nordöstra Skottland.
- Centrala (Lallans): Fife, Perthshire, Edinburgh, Stirling, Glasgow, Lothian, Strathclyde och sydvästra Skottland.
- Sydliga: längs gränsen mot England. Under medeltiden utvandrades landet.
- Insulära: Orkneyöarna och Shetlandsöarna
- Ulster Scots eller Ullans: Nordirland och County Donegal i Irland (vissa akademiker anser att Ulster Scots ska klassificeras tillsammans med de centrala dialekterna).
- Storstäderna Edinburgh, Dundee och Glasgow har lokala stadsvarianter av de centrala dialekterna blandat med skotsk engelska, men i Aberdeen talar man Mid Northern Scots, en nordlig dialekt.

## Historia, definition och status
Språket går tillbaka till den fornengelska dialekten northumbriska. Släktträdet för språket har definierats enligt följande:
- Indoeuropeiska
  - germanska språk
    - västgermanska språk
      - fornengelska
        - angliska
          - northumbriska
lågskotska

I övergången från northumbriska till lågskotska tog språket stort intryck av det anglo-danska språket, det språk som utvecklades i delar av det medeltida Storbritannien under danskt herravälde (se Danelagen).

Karta över ön Storbritannien år 878. I kungadömet Northumberland i norr talades den fornengelska dialekten/språket northumbriska – en direkt föregångare till lågskotska.

Fram till Skottlands union med England 1603 (vilken på 1700-talet ersattes av den mer centraliserade staten Storbritannien) hade lågskotska status som nationalspråk i Skottland. Det hade då ett välutvecklat skriftspråk och en stor litterär tradition. Detta är också en av orsakerna till att många skottar hävdar lågskotskans identitet som eget språk; andra framlagda argument för detta är skillnaderna mellan skotsk och engelsk ljuduppsättning, grammatik och ordförråd.
Likheterna mellan lågskotska gör att andra mer ser språket som en särpräglad variant av engelska. Det är dock skillnad mellan den normaliserade lågskotskan och den lokala dialekten av engelska (skotsk engelska, Scottish Standard English). Gränsen mot den senare är dock mindre klar, genom den dialektala rikedomen både hos lågskotska och skotsk engelska.
Lågskotska skall inte heller förväxlas med skotsk gaeliska. Detta är ett keltiskt språk som numera främst är spritt längst i nordväst i Skottland.

### Nutida status
Lågskotska är enligt 1992 års Europarådskonvention om landsdelsspråk och minoritetsspråk (godkänd av Storbritanniens parlament) erkänt som ett officiellt landsdelsspråk eller minoritetsspråk. Detta är det tillsammans med fem keltiska språk: manx, iriska, skotsk gaeliska, kymriska (walesiska) och korniska. Lågskotska och skotsk gaeliska betecknas av skotska parlamentet som traditionella språk.
Ulster Scots-dialektens status erkändes i Nordirland i fredsavtalet Långfredagsavtalet 1998. Enligt avtalet är Ulster Scots part of the cultural wealth of the island of Ireland (en del av ön Irlands kulturella rikedom). Genomförandet av avtalet skapade lågskotska språkets enda officiella myndighet - Tha Boord o Ulstèr Scotch - Ulster-Scots Agency.
Efter det allmänna valet 2003 utlovade Skottlands regering i koalitionsöverenskommelsen (Partnership for a Better Scotland) en ny nationell språkstrategi (National Language Strategy) för att ge stöd till Skottlands språk: We will develop a plan to support our traditional and other languages (Vi kommer att utveckla en plan för att stödja våra traditionella och andra språk).

## Utformning

### Ordförråd
Det finns många samband mellan lågskotskan och de nordiska språken. Dessa likheter härstammar från kontakter med urnordiskan och även från det senare handelsutbytet under medeltiden.
| Svenska                          | Norska     | Skotska                                             | Engelska                           |
| -------------------------------- | ---------- | --------------------------------------------------- | ---------------------------------- |
| att flytta                       | å flytte   | tae flit                                            | to move                            |
| att gråta (gråter, grät, gråtit) | å gråte    | tae greet (greet, grat, grutten)                    | to cry, to weep (weep, wept, wept) |
| karta                            | kart       | cairt                                               | map                                |
| kyrka                            | kirke      | kirk                                                | church                             |
| barn                             | barn       | bairn (dialekter på ostkusten) (wean på västkusten) | child                              |
| ja                               | ja         | aye                                                 | yes                                |
| att minnas                       | å huske    | tae mynd                                            | to remember                        |
| "Minns du?"                      | Husker du? | "Mynds du?" (Shetlandsdialekt)                      | "Do you remember?"                 |
| dis                              | dis        | haar                                                | sea mist                           |
| tråkig                           | kjedelig   | dreich                                              | dull                               |
| två                              | to         | twa                                                 | two                                |
| kall                             | kald       | cauld                                               | cold                               |
| lång                             | lang       | lang                                                | long                               |
| rönn                             | rogn       | rowan                                               | mountain ash, rowan                |
| björk                            | bjørk      | birk                                                | birch                              |
| ek                               | eik        | aik                                                 | oak                                |
| backe                            | høyde      | brae                                                | hill                               |
| bäck                             | strøm      | burn                                                | stream                             |
| armhåla                          | armhule    | oxter                                               | armpit                             |
| damm                             | støv       | stour                                               | dust                               |
| tack                             | takk       | ta                                                  | thanks                             |
| mycket                           | mye        | gey (mycket), muckle (stor, mycket, många)          | very                               |
| liten                            | liten      | wee                                                 | little, small                      |
| bro                              | bro        | brig                                                | bridge                             |

## Språkexempel
Robert Burns är en av skotskans mest kända poeter. Nedan presenteras hans dikt "Scots Wha Hae".

Scots Wha Hae
'Scots, wha hae wi Wallace bled,
Scots, wham Bruce has aften led,
Welcome tae yer gory bed,
Or tae victorie
'Now's the day, an now's the hour:
See the front o battle lour,
See approach proud Edward's power -
Chains and Slaverie.
'Wha, for Scotland's king and law,
Freedom's sword will strongly draw,
Freeman stand, or Freeman fa,
Let him on wi me.
'By Oppression's woes and pains,
By your sons in servile chains!
We will drain our dearest veins,
But they shall be free.
'Lay the proud usurpers low,
Tyrants fall in every foe,
Liberty's in every blow! -
Let us do or dee.